# Крёверат, Франц
Франц Крёверат (нем. Franz Kröwerath; 30 июня 1880, неизвестно — 25 декабря 1945, неизвестно) — немецкий гребец, бронзовый призёр летних Олимпийских игр 1900.
На Играх Крёверат был рулевым первой немецкой команды четвёрок. Вместе со своими партнёрами по команде, он сначала выиграл полуфинал, а затем занял третье место в одном из финалов, выиграв бронзовую медаль.